# Robert Hobart, IV conte di Buckinghamshire
Robert Hobart, IV conte di Buckinghamshire (Great Hampden, 6 maggio 1760 – Londra, 4 febbraio 1816), è stato un politico inglese.

## Biografia
Era il figlio di George Hobart, III conte di Buckinghamshire, e di sua moglie, Albinia Bertie, figlia di Lord Vere Bertie, figlio minore di Robert Bertie, I duca di Ancaster e Kesteven. Studiò alla Westminster School.

## Carriera politica
Fu deputato nella Camera dei Comuni irlandese per Portarlington (1784-1790) e, successivamente, per Armagh Borough (1790-1797). Si sedette anche nella Camera dei Comuni britannica per Bramber (1788-1790), e poi per Lincoln (1790-1796). Nel 1793 divenne membro del Consiglio privato e nominato governatore di Madras.
Al suo ritorno in Gran Bretagna, nel 1798, entrò nella Camera dei lord. In seguito ha lavorato come Segretario di Stato per la Guerra e le Colonie (1801-1804), come Cancelliere del Ducato di Lancaster (1805-1812), come Postmaster General (1806-1807) e come presidente del consiglio di controllo (1812-1816).
A lui venne dedicata la città di Hobart in Tasmania .

## Carriera militare
Nel 1778 raggiunse il grado di capitano. Nel 1783 fu nominato maggiore del 18º reggimento dei Ligt Dragoons.

## Matrimoni

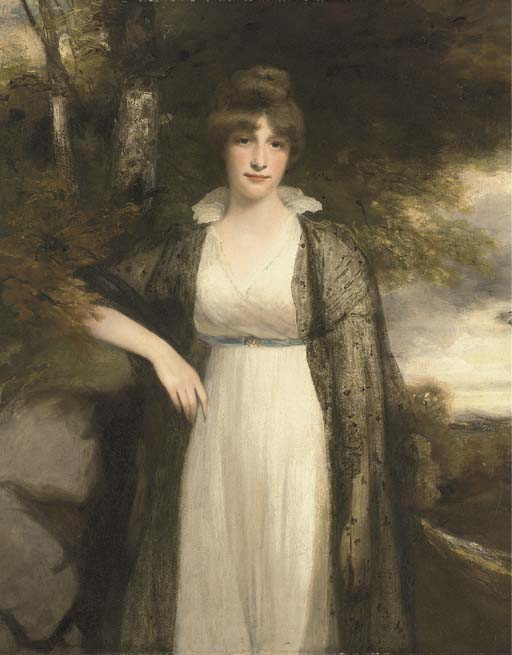
Ritratto di Eleanor Eden, contessa di Buckinghamshire, di John Hoppner, 1800.

Sposò, il 4 gennaio 1792, Margaretta Bourke (?-7 agosto 1796), figlia di Edmund Bourke. Ebbero due figli:
- Lady Sarah Louisa Albinia Hobart (22 febbraio 1793-9 aprile 1867), sposò Frederick Robinson, I conte di Ripon, ebbero due figli;
- John Hobart;

Sposò, il 1º giugno 1799 a Lambeth Palace, Eleanor Eden (1777-1851), figlia di William Eden, I barone Auckland. Non ebbero figli.

## Morte
Morì il 4 febbraio 1816 a Hamilton Palace a causa di una caduta da cavallo.

## Ascendenza
|                                             |                                              |                                     | Genitori                 |  |  | Nonni |  |  | Bisnonni                   |  |  | Trisnonni                  |  |
|                                             |                                              |                                     |                          |  |  |       |  |  | Henry Hobart, IV baronetto |  |  | John Hobart, III baronetto |  |
|                                             |                                              |                                     |                          |  |  |       |  |  | Henry Hobart, IV baronetto |  |  | John Hobart, III baronetto |  |
|                                             |                                              | Mary Hampden                        |                          |  |  |       |  |  | Henry Hobart, IV baronetto |  |  |                            |  |
| John Hobart, I conte di Buckinghamshire     |                                              |                                     |                          |  |  |       |  |  | Henry Hobart, IV baronetto |  |  |                            |  |
|                                             |                                              | Elizabeth Maynard                   | Joseph Maynard           |  |  |       |  |  |                            |  |  |                            |  |
|                                             |                                              | Elizabeth Maynard                   | Joseph Maynard           |  |  |       |  |  |                            |  |  |                            |  |
|                                             |                                              | Elizabeth Maynard                   | Mary Mosley              |  |  |       |  |  |                            |  |  |                            |  |
| George Hobart, III conte di Buckinghamshire |                                              | Elizabeth Maynard                   |                          |  |  |       |  |  |                            |  |  |                            |  |
|                                             |                                              | Robert Bristow                      | Robert Bristow           |  |  |       |  |  |                            |  |  |                            |  |
|                                             |                                              | Robert Bristow                      | Robert Bristow           |  |  |       |  |  |                            |  |  |                            |  |
|                                             |                                              | Robert Bristow                      | Averilla Curtis          |  |  |       |  |  |                            |  |  |                            |  |
| Elizabeth Bristow                           |                                              | Robert Bristow                      |                          |  |  |       |  |  |                            |  |  |                            |  |
|                                             |                                              | Catherine Woolley                   | Robert Woolley           |  |  |       |  |  |                            |  |  |                            |  |
|                                             |                                              | Catherine Woolley                   | Robert Woolley           |  |  |       |  |  |                            |  |  |                            |  |
|                                             |                                              | Catherine Woolley                   | Catherine Norbury        |  |  |       |  |  |                            |  |  |                            |  |
| Robert Hobart, IV conte di Buckinghamshire  |                                              | Catherine Woolley                   |                          |  |  |       |  |  |                            |  |  |                            |  |
|                                             | Robert Bertie, I duca di Ancaster e Kesteven | Robert Bertie, III conte di Lindsey |                          |  |  |       |  |  |                            |  |  |                            |  |
|                                             | Robert Bertie, I duca di Ancaster e Kesteven | Robert Bertie, III conte di Lindsey |                          |  |  |       |  |  |                            |  |  |                            |  |
|                                             | Robert Bertie, I duca di Ancaster e Kesteven | Elizabeth Wharton                   |                          |  |  |       |  |  |                            |  |  |                            |  |
| Vere Bertie                                 | Robert Bertie, I duca di Ancaster e Kesteven |                                     |                          |  |  |       |  |  |                            |  |  |                            |  |
|                                             |                                              | Albinia Farrington                  | Thomas Farrington        |  |  |       |  |  |                            |  |  |                            |  |
|                                             |                                              | Albinia Farrington                  | Thomas Farrington        |  |  |       |  |  |                            |  |  |                            |  |
|                                             |                                              | Albinia Farrington                  | Theodosia Betenson       |  |  |       |  |  |                            |  |  |                            |  |
| Albinia Bertie                              |                                              | Albinia Farrington                  |                          |  |  |       |  |  |                            |  |  |                            |  |
|                                             |                                              | Cecil Wray, XI baronetto            | Drury Wray, IX baronetto |  |  |       |  |  |                            |  |  |                            |  |
|                                             |                                              | Cecil Wray, XI baronetto            | Drury Wray, IX baronetto |  |  |       |  |  |                            |  |  |                            |  |
|                                             |                                              | Cecil Wray, XI baronetto            | Anne Casey               |  |  |       |  |  |                            |  |  |                            |  |
| Ann Casey                                   |                                              | Cecil Wray, XI baronetto            |                          |  |  |       |  |  |                            |  |  |                            |  |
|                                             |                                              | …                                   | …                        |  |  |       |  |  |                            |  |  |                            |  |
|                                             |                                              | …                                   | …                        |  |  |       |  |  |                            |  |  |                            |  |
|                                             |                                              | …                                   | …                        |  |  |       |  |  |                            |  |  |                            |  |
|                                             |                                              | …                                   |                          |  |  |       |  |  |                            |  |  |                            |  |